# Gai Zengchen
Gai Zenghen (盖增臣S, Gài ZēngchénP; Dalian, 6 aprile 1955) è un ex calciatore cinese, di ruolo difensore.

## Carriera

### Nazionale
Ha rappresentato la Nazionale cinese alla Coppa d'Asia nel 1980.